# رضا سیف‌اللهی
رضا سیف‌اللهی (زاده ۱۳۳۶ اصفهان) سرتیپ پاسدار فرماندهی انتظامی جمهوری اسلامی ایران است، که در فاصله سالهای ۱۳۷۱ تا ۱۳۷۵ به‌عنوان دومین فرمانده نیروی انتظامی فعالیت می‌کرد. وی هم‌اکنون به‌عنوان معاون هماهنگ‌کننده مجمع تشخیص مصلحت نظام، مشاور رهبر جمهوری اسلامی، مشاور رئیس مجمع تشخیص مصلحت نظام و رئیس کمیسیون موارد خاص این مجمع فعالیت می‌کند.
سیف‌اللهی از مؤسسین سپاه اصفهان است و در خلال جنگ ایران و عراق از اعضای این نهاد بود. وی از ۱۳۶۰ تا ۱۳۶۲ رئیس اداره اطلاعات سپاه پاسداران بود، از ۱۳۶۲ تا ۱۳۶۳ ریاست ستاد مرکزی سپاه پاسداران را برعهده داشت و در فاصله سالهای ۱۳۶۹ تا ۱۳۷۳ به‌عنوان معاون امنیتی و انتظامی وزیر کشور فعالیت می‌کرد. وی از ۱۳۷۰ تا ۱۳۷۱ رئیس سازمان حفاظت اطلاعات ناجا بود و از ۱۳۷۱ تا ۱۳۷۵ نیز فرماندهی نیروی انتظامی را برعهده داشت. او از ۱۳۹۲ تا ۱۳۹۷ معاون سیاسی و اجتماعی دبیرخانه شورای عالی امنیت ملی بود.

## زندگی‌نامه
رضا سیف‌اللهی در سال ۱۳۳۶ در اصفهان زاده شد. وی دومین فرمانده نیروی انتظامی جمهوری اسلامی ایران از سال ۱۳۷۱ تا ۱۳۷۵ بود. سیف‌اللهی پیش از وقوع انقلاب در رشته فیزیک دانشگاه صنعتی شریف تحصیل کرد و همزمان با آن در مدرسه حقانی نیز به تحصیل حوزوی پرداخت. وی از مؤسسین سپاه اصفهان بود و طی حکمی از سوی روح‌الله خمینی جهاد سازندگی این استان را نیز تأسیس کرد. وی جزء گروه دانشجویان مسلمان پیرو خط امام بود. او از ۱۲ فروردین ۱۳۷۰ فرمانده حفاظت اطلاعات نیروی انتظامی بود.